# Ærø Kommune
Ærø Kommune er en kommune i Region Syddanmark, der opstod ét år før Kommunalreformen, altså den 1. januar 2006. Fra 1. januar 2006 - 31. december 2006 lå kommunen i Fyns Amt. Kommunen er en del af kommunalreformen og indgår i lovforslagene, der bekendtgør kommunesammenlægningerne under kommunalreformen. Den 15. november 2005 blev kommunalbestyrelsen valgt. De indvalgte kommunalbestyrelsesmedlemmers valgperiode var 1. januar 2006 til 31. december 2009. Ærø udgør 88 km². Kommunen omfatter også øen Birkholm og de ubeboede småøer Dejrø, Lilleø og Halmø.
Fra 2007 trådte en øsamarbejdsaftale i kraft.
Ærø Kommune er opstået ved sammenlægning af flg.:
- Marstal Kommune
- Ærøskøbing Kommune

Ærø Kommune har Danmarks korteste kommunenavn.

## Byer
| Kommunens største byer |            |                   |
| Nr                     | By         | Indbyggere (2025) |
| 1                      | Marstal    | 2.035             |
| 2                      | Ærøskøbing | 932               |
| 3                      | Søby       | 420               |
| 4                      | Ommel      | 255               |

## Politik

### Mandatfordeling 2005-21
| 5 | 5 | 2 | 2 | 1 |

| 14 |

| 3 | 4 | 1 | 4 | 3 |

| 13 |

| 5 | 3 | 1 | 2 | 2 | 2 |

| 12 | 3 |

| 4 | 3 | 1 | 2 | 1 | 3 | 1 |

| 11 | 4 |

| 4 | 3 | 1 | 1 | 3 | 1 | 1 | 1 |

| 11 | 4 |

| 4 | 4 | 1 | 1 | 1 | 1 | 3 |

| 11 | 4 |

### Nuværende byråd
| Navn                       | Parti                                    |
| -------------------------- | ---------------------------------------- |
| Peter Hansted (Borgmester) | Socialdemokratiet - 4 mandater           |
| Hans Peter Rønn Bolding    | Socialdemokratiet - 4 mandater           |
| Karin Thumilaire           | Socialdemokratiet - 4 mandater           |
| Johannes Renneberg         | Socialdemokratiet - 4 mandater           |
| Inga Blom Thomas           | Ærø Plus - 3 mandater                    |
| Carl Jørgen Heide          | Ærø Plus - 3 mandater                    |
| Knud Borck                 | Ærø Plus - 3 mandater                    |
| Mads Boeberg Hansen        | Det Konservative Folkeparti - 3 mandater |
| Søren Laxy                 | Det Konservative Folkeparti - 3 mandater |
| Leo Holm                   | Det Konservative Folkeparti - 3 mandater |
| Bent Juul Sørensen         | Ærøs Fremtid - 1 mandat                  |
| Iza Alfredsen              | Venstre - 1 mandat                       |
| Flemming Boye              | Dansk Folkeparti - 1 mandat              |
| Jens Weiss                 | Ærø I Centrum - 1 mandat                 |
| Minna Henriksen            | Socialistisk Folkeparti - 1 mandat       |

| Navn               | Skiftet fra  | Skiftet til                 | Dato            |
| ------------------ | ------------ | --------------------------- | --------------- |
| Bent Juul Sørensen | Ærøs Fremtid | Danmarksdemokraterne        | 18. august 2022 |
| Carl Jørgen Heide  | Ærø Plus     | Løsgænger                   | 30. marts 2023  |
| Iza Alfredsen      | Venstre      | Løsgænger                   | 6. februar 2024 |
| Knud Borck         | Ærø Plus     | Løsgænger                   | 12. marts 2024  |
| Knud Borck         | Løsgænger    | Det Konservative Folkeparti | 17. august 2024 |

| Udtrådt    | Indtrådt      | Parti                       | Dato        |
| ---------- | ------------- | --------------------------- | ----------- |
| Søren Laxy | Frank Thosted | Det Konservative Folkeparti | 4. maj 2023 |

### Byråd 2018-2021
| Navn                          | Parti                          |
| ----------------------------- | ------------------------------ |
| Ole Wej Petersen (Borgmester) | Socialdemokratiet - 4 mandater |
| Inga Blom Thomas              | Socialdemokratiet - 4 mandater |
| Peter Hansted                 | Socialdemokratiet - 4 mandater |
| Jens Weiss                    | Socialdemokratiet - 4 mandater |
| Anders Retz Johansson         | Konservative - 3 mandater      |
| Mads Boeberg Hansen           | Konservative - 3 mandater      |
| Søren Degn Laxy               | Konservative - 3 mandater      |
| Lennart L. Mogensen           | Venstre - 3 mandater           |
| Mona Madsen                   | Venstre - 3 mandater           |
| Kaj Nøttrup                   | Venstre - 3 mandater           |
| Flemming Boye                 | Dansk Folkeparti - 2 mandater  |
| Anne Lykke Arrias             | Dansk Folkeparti - 2 mandater  |
| Carl Jørgen Heide             | Ærø Plus - 1 mandat            |
| Bent Juul Sørensen            | Ærøs Fremtid - 1 mandat        |
| Minna Henriksen               | SF - 1 mandat                  |

| Navn             | Skiftet fra       | Skiftet til   | Dato           |
| ---------------- | ----------------- | ------------- | -------------- |
| Jens Weiss       | Socialdemokratiet | Løsgænger     | 1. april 2019  |
| Inga Blom Thomas | Socialdemokratiet | Ærø Plus      | 29. april 2019 |
| Jens Weiss       | Løsgænger         | Ærø i Centrum | 5. marts 2020  |

| Dato             | Udtrådt               | Indtrådt             | Parti            |
| ---------------- | --------------------- | -------------------- | ---------------- |
| 1. november 2018 | Anne Lykke Arrias     | Bente Friis Andersen | Dansk Folkeparti |
| 31. juli 2019    | Anders Retz Johansson | Leo Holm             | Konservative     |

### Borgmestre
| Navn                  | Parti             | Periode                            |
| --------------------- | ----------------- | ---------------------------------- |
| Jørgen Otto Jørgensen | Socialdemokratiet | 1. januar 2006 - 31. december 2009 |
| Karsten Landro        | Konservative      | 1. januar 2010 - 31. december 2013 |
| Jørgen Otto Jørgensen | Socialdemokratiet | 1. januar 2014 - 31. december 2017 |
| Ole Wej Petersen      | Socialdemokratiet | 1. januar 2018 - 31. december 2021 |
| Peter Hansted         | Socialdemokratiet | 1. januar 2022 -                   |

## Sogne i Ærø Kommune
Medlemmer af folkekirken (indbyggere) pr. 1. juli 2009
| 1 | Marstal Sogn    | 2.711 | (3.026) | 89,6% |
| 2 | Ærøskøbing Sogn | 875   | (1.000) | 87,5% |
| 3 | Rise Sogn       | 819   | (904)   | 90,6% |
| 4 | Søby Sogn       | 657   | (739)   | 88,9% |
| 5 | Bregninge Sogn  | 498   | (579)   | 86,0% |
| 6 | Tranderup Sogn  | 357   | (386)   | 92,5% |